# Tres Esquinas
Tres Esquinas (letteralmente "Tre Cantoni") è un barrio non ufficiale di Buenos Aires. L'origine del nome deriva da una vecchia, ora inutilizzata, stazione ferroviaria che ricopre il territorio compreso tra le vie: Osvaldo de la Cruz (precedentemente chiamata Tres Esqunas), Herrera e la strada Vieytes nei pressi del ponte Pueyrredón, al confine sud-est della città autonoma di Buenos Aires nel barrio di Barracas.
Viene citato in alcune canzoni di tango argentino, tra cui la celebre canzone omonima Tres Esquinas, di Angel D’Agostino e Alfredo Attadía sul testo di Enrique Cadícamo e cantata da Angel Vargas.